# Перрімен (Меріленд)
Перрімен (англ. Perryman) — переписна місцевість (CDP) в США, в окрузі Гарфорд штату Меріленд. Населення — 2496 осіб (2020).

## Географія
Перрімен розташований за координатами 39°27′48″ пн. ш. 76°12′32″ зх. д. / 39.46333° пн. ш. 76.20889° зх. д. (39.463454, -76.208875).  За даними Бюро перепису населення США в 2010 році переписна місцевість мала площу 14,47 км², з яких 14,31 км² — суходіл та 0,16 км² — водойми.

## Демографія
Згідно з переписом 2010 року, у переписній місцевості мешкали 2342 особи в 982 домогосподарствах у складі 662 родин. Густота населення становила 162 особи/км².  Було 1059 помешкань (73/км²).
Расовий склад населення:
| - 70,0 % — білих - 24,3 % — чорних або афроамериканців - 0,9 % — азіатів - 0,6 % — корінних американців |

До двох чи більше рас належало 3,5 %. Частка іспаномовних становила 3,2 % від усіх жителів.
За віковим діапазоном населення розподілялося таким чином: 24,1 % — особи молодші 18 років, 62,4 % — особи у віці 18—64 років, 13,5 % — особи у віці 65 років та старші. Медіана віку мешканця становила 39,4 року. На 100 осіб жіночої статі у переписній місцевості припадало 83,4 чоловіків;  на 100 жінок у віці від 18 років та старших — 79,0 чоловіків також старших 18 років.
Середній дохід на одне домашнє господарство  становив 65 483 долари США (медіана — 45 966), а середній дохід на одну сім'ю — 60 620 доларів (медіана — 47 386). Медіана доходів становила 47 917 доларів для чоловіків та 41 429 доларів для жінок. За межею бідності перебувало 26,4 % осіб, у тому числі 45,4 % дітей у віці до 18 років та 15,3 % осіб у віці 65 років та старших.
Цивільне працевлаштоване населення становило 1072 особи. Основні галузі зайнятості: освіта, охорона здоров'я та соціальна допомога — 19,8 %, роздрібна торгівля — 15,5 %, публічна адміністрація — 12,9 %, мистецтво, розваги та відпочинок — 12,9 %.